# Antoine Charles Louis de Lasalle
Pour les articles homonymes, voir Lasalle et Antoine de Lasalle.
Antoine Charles Louis de Lasalle,  comte de l'Empire, est un général de cavalerie du Premier Empire, né à Metz le 10 mai 1775 et mort au combat lors de la bataille de Wagram le 6 juillet 1809. Il s'engage très jeune dans l'armée royale. Sous la Révolution française, il devient officier, puis participe aux campagnes d'Italie et d'Égypte où il se fait remarquer par son audace et ses coups d'éclat.
Nommé colonel du 10e régiment de hussards à son retour en France en 1800, il est fait général de brigade à l'aube des guerres napoléoniennes. À la tête d'une brigade de cavalerie qui devient l'« Infernale », Lasalle accumule les victoires contre les Prussiens pendant la campagne de 1806 — notamment avec la prise de la forteresse de Stettin — puis en Espagne en tant que divisionnaire à Medina de Rioseco, Burgos et Medellín. Rappelé en 1809 pour prendre part à la campagne d'Autriche, après s'être distingué une nouvelle fois à Essling, le général Lasalle meurt frappé d'une balle en plein front aux dernières heures de la bataille de Wagram.
Lasalle reste connu aussi bien pour ses nombreux faits d'armes que pour ses frasques en tout genre. Tour à tour coureur de jupons, buveur et fumeur invétéré, il fait preuve sur le terrain d'un remarquable sens tactique et d'une bravoure légendaire qui lui vaut l'admiration de ses soldats. Sa mort à Wagram, à l'âge de trente-quatre ans, est durement ressentie par la troupe et par Napoléon qui déclare à son sujet : « C'était un officier du plus grand mérite, et l'un de nos meilleurs généraux de cavalerie légère. » Il est aujourd'hui considéré comme l'un des plus grands généraux de cavalerie de son temps.

## Biographie

### Famille
Antoine Charles Louis de Lasalle naît le 10 mai 1775 à Metz dans une famille originaire de Castelnaudary (Aude), installée en Lorraine au XVIIe siècle où elle donna des magistrats au parlement. Il est le fils de Pierre-Nicolas de La Salle commissaire-ordonnateur des guerres et de Suzanne Dupuy de la Garde.

### Carrière
À 11 ans, il choisit la carrière des armes, et le 19 juin 1786 il entre comme sous-lieutenant de remplacement dans le régiment d’infanterie d’Alsace.
Le 25 mai 1791, alors que la Révolution française bat son plein, Lasalle passe sous-lieutenant dans le 24e régiment de cavalerie. Face à la répression qui s'exerce contre la noblesse, Lasalle doit quitter son régiment pour rejoindre Paris où sa famille a déménagé au cours de l'année 1792. Il est admis dans la section des Piques et fait partie, dès l'année suivante, des unités de volontaires en partance pour l'armée du Nord. Le 20 février 1794 il intègre le 23e régiment de chasseurs à cheval et gagne très vite ses premiers galons puisqu'il est fait maréchal des logis le 21 mars de la même année.
Avec son nouveau corps il assiste à plusieurs combats contre les coalisés et se signale pour « l'attestation de ses bonnes qualités, de sa conduite réglée, de son caractère doux et de ses sentiments vraiment républicains » ainsi qu'en témoigne sa demande de promotion au grade de lieutenant auprès du Comité de salut public. Ce grade lui est accordé le 10 mars 1795.

### La campagne d’Italie

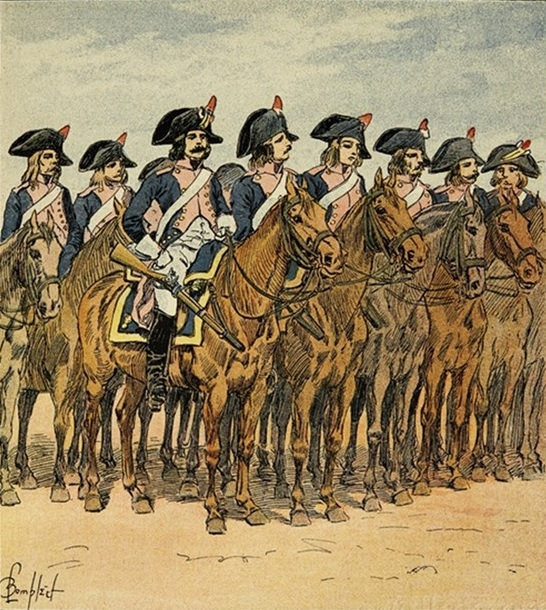
La cavalerie de l'armée d'Italie, par Louis Bombled. Dix-huit hommes du 1er régiment de cavalerie suivent Lasalle dans son expédition sur Vicence.

Peu après Lasalle devient aide de camp du général François Christophe Kellermann, général en chef de l'armée des Alpes ; sa mère, qui a longtemps connu le général à Metz, a chaudement appuyé cette nomination. Après un voyage qui n'exclut pas quelques prodigalités — « à Lyon, les dépenses sont très élevées » écrit Hourtoulle — le jeune officier rejoint l'état-major de Kellermann où ce dernier l'emploie comme secrétaire à l'administration du corps. Il est ensuite l'adjoint de l’adjudant-général François Étienne Kellermann, le fils du général qui sert à l'armée d'Italie. Une mésaventure inaugure son arrivée au pays lorsqu'il est capturé par les Autrichiens dans la ville de Brescia. Conduit auprès du maréchal Wurmser pour être interrogé, ce dernier demande à Lasalle : « mais quel âge a donc votre nouveau général en chef ? » ce à quoi Lasalle répond fièrement « l'âge de Scipion, quand il vainquit Hannibal ». Il est relâché peu après et est affecté cette fois à l'état-major du général André Masséna. Le 7 novembre 1796, à l'âge de 21 ans, il est nommé capitaine.
Le fringant officier entretient alors une relation amoureuse avec la marquise de Sali, qui habite Vicence. Une offensive autrichienne oblige les Français à abandonner la ville mais Lasalle n’hésite pas à prendre des risques pour aller voir celle qu’il aime. Dans la nuit du 16 décembre, avec 18 hommes du 1er régiment de cavalerie, il franchit discrètement les lignes adverses et après avoir caché son peloton, court chez la marquise qui a rassemblé pour lui des renseignements relatifs à la force et à l'organisation des armées autrichiennes. Alors que l'alarme vient d'être donnée, Lasalle repart en sens inverse en direction du pont sur le Bacchiglione, bouscule un détachement de 36 hussards autrichiens rangés à proximité et parvient à atteindre la rive opposée avec sa petite troupe. Une quinzaine d'Autrichiens sont tués ou capturés tandis que Lasalle ne perd que quatre hommes. Il rapporte à Napoléon Bonaparte des renseignements militaires d’une importance telle que le général en chef de l'armée d'Italie ferme les yeux sur son incartade et le nomme aussitôt chef d'escadron le 6 janvier 1797,.

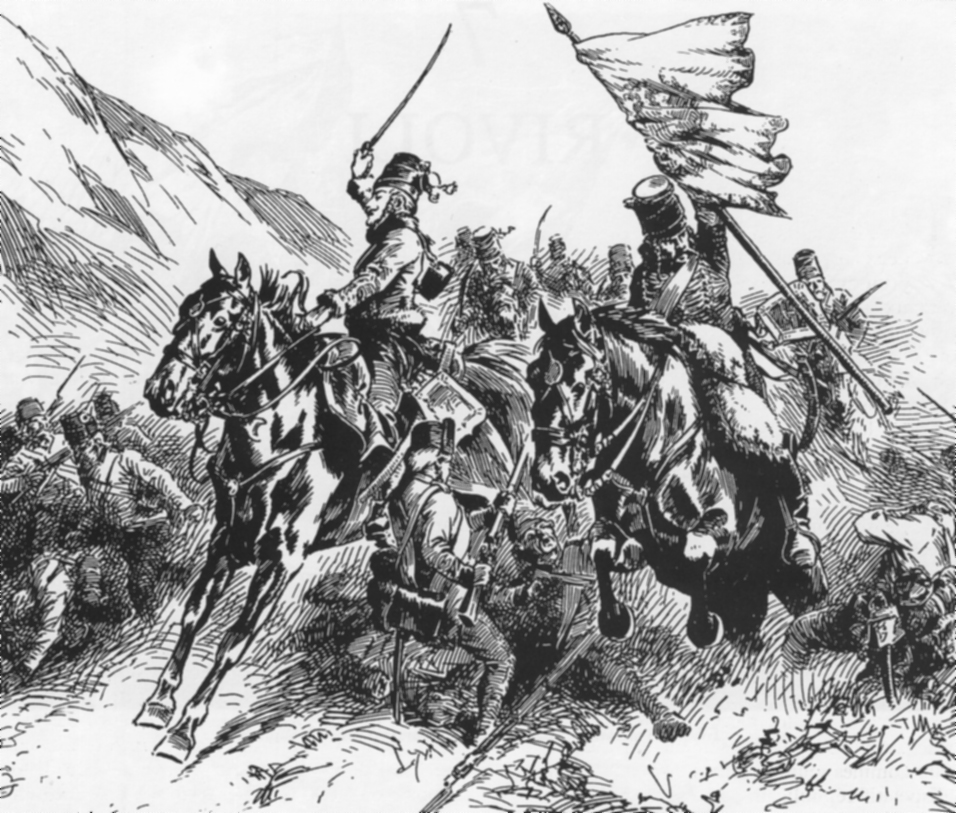
Le chef d'escadron Lasalle à la bataille de Rivoli, par Victor Huen.

En janvier 1797, l'armée autrichienne du général Alvinczy prend l'offensive et menace d'accabler la division Joubert qui a pris position à Rivoli. Bonaparte se porte au secours de Joubert avec la cavalerie de Leclerc, suivi par les divisions Rey et Masséna. Lasalle est également de la partie avec un escadron du 22e chasseurs à cheval. Après une période de flottement dans la ligne française, l'arrivée de Masséna retourne la situation et l'attaque devient générale. Désigné pour stopper la progression des colonnes autrichiennes sur la droite, le chef d'escadron Lasalle lance la charge avec 26 chasseurs et refoule les assaillants au bas de la pente, puis avise un bataillon isolé et le contraint à la reddition. La défaite d'Alvinczy est consommée. La légende raconte qu'à la fin de la bataille, un Lasalle épuisé se présente à Bonaparte qui, désignant au sol les drapeaux pris à l'ennemi, lui dit : « couche-toi dessus, tu l'as bien mérité ». Plus tard, ce dernier confirme le rôle décisif joué par Lasalle lors de cette journée en disant : « c'est Masséna, Joubert, Lasalle et moi qui avons gagné la bataille de Rivoli ».
Alors que les troupes françaises font mouvement contre l'archiduc Charles aux abords du Piave, le jeune Mosellan poursuit ses exploits à l'armée d'Italie. Brusquement attaqué dans le village d'Ospedaletto par des hussards autrichiens, il s'abrite derrière une charrette en compagnie d'un brigadier et tient les assaillants en respect jusqu'à ce que ses dragons, partis en fourrageurs, se regroupent pour lui prêter main-forte. Une mêlée s'engage, à l'issue de laquelle Lasalle capture presque en entier le détachement autrichien. Peu après il s'illustre sur les rives de la Piave contre la cavalerie autrichienne et reçoit trois coups de sabre ; « ce fou de Lasalle […] s'est laissé emporter par sa tête » juge Kellermann qui observe la scène en spectateur. Lasalle exécute son dernier fait d'armes de la campagne au passage du Tagliamento au mois de mars 1797 : accompagné d'une poignée de guides, il entre en trombe dans Valvasone occupée par un escadron de cavaliers autrichiens et les force à évacuer la ville puis à repasser précipitamment le Tagliamento. Les opérations s'achèvent, les Autrichiens demandent la paix. Bonaparte écrit lui-même à Mme Lasalle au sujet de son fils : « ce brave officier s'est comblé de gloire à l'armée d'Italie ».
À présent chef d'escadron au 7e régiment bis de hussards, Lasalle vaque de garnison en garnison : Mantoue, Peschiera, Rome… Là-bas, la troupe menace de se rebeller contre ses généraux car la solde n'est pas payée depuis des mois. Masséna se montre incapable de rétablir l'ordre malgré l'appui de ses subordonnés — dont Lasalle et son chef de corps, le colonel Champeaux — et doit être remplacé. La tension retombe et c'est à cette période que le brillant chef d'escadron rencontre Joséphine d’Aiguillon, la femme du général Victor Léopold Berthier, qui devient sa maîtresse. Entretemps, le 7e bis de hussards est affecté à l'aile gauche de l'« armée d'Angleterre », destinée à être la future armée d'Orient.

### La campagne d’Égypte

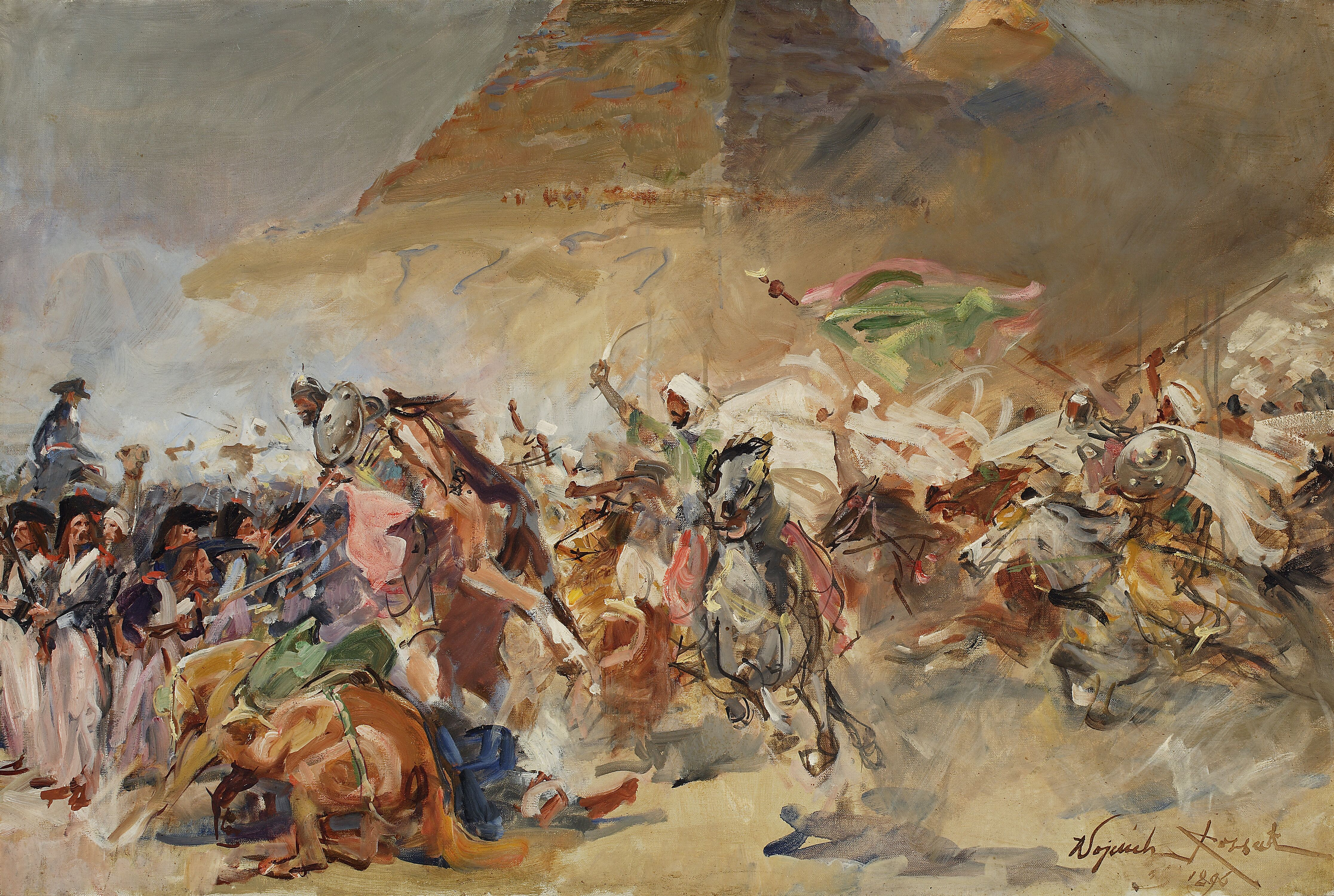
La bataille des Pyramides, le 21 juillet 1798, vu par Wojciech Kossak. Au cours des combats, Lasalle coupe la retraite des mamelouks avec 60 cavaliers.

Le 26 mai 1798, Lasalle embarque avec le général Desaix sur la frégate La Courageuse dans le port de Civitavecchia. Son régiment, le 7e bis de hussards, est à la brigade Mireur avec le 20e dragons. Le 1er juillet, les troupes françaises débarquent sur les côtes d'Alexandrie. La prise de la ville s'effectue sans grande résistance mais pour atteindre Le Caire l'armée doit entamer la traversée du désert sans eau, sans vivres et harcelée par les Bédouins. Lasalle voyage avec deux camarades de son régiment, le chef d'escadron Detrès et le lieutenant Desvernois. Après un premier affrontement contre les mamelouks à Chebreiss le 13 juillet, auquel Lasalle ne prend aucune part, les Français arrivent à proximité des Pyramides le 21 juillet 1798. Face aux mamelouks qui se sont retranchés dans le village d'Embabeh pour bloquer l'avance française sur Le Caire, Napoléon forme ses cinq divisions en carrés et lance l'assaut. Les charges de la cavalerie égyptienne viennent se briser sur les formations françaises dont la progression est inexorable. Lasalle est à la tête de 60 hommes et s’empare de la sortie de la redoute d’Embabeh vers Gizeh, ce qui coupe la retraite de l’ennemi. Le soir même Bonaparte le nomme chef de brigade provisoire de la 22e demi-brigade de chasseurs à cheval.
La route du Caire est ouverte, mais Bonaparte ne s'attarde pas. Le 7 août il se lance aux trousses du bey Ibrahim qui s'est enfoncé dans le désert après la bataille des Pyramides. Lasalle est en pointe avec deux escadrons, l'un du 22e chasseurs et l'autre du 7e bis de hussards, suivi par les dragons de Leclerc. Après cinq jours de poursuite, la cavalerie française rattrape le convoi égyptien à hauteur de l'oasis de Salalieh. Une troupe de mamelouks se déploie sur la route pour couvrir la fuite mais Lasalle, qui n'a que 150 hommes à leur opposer, fait sonner la charge. Un combat furieux s'engage entre les deux adversaires : « Lasalle a son sabre qui tombe en parant un coup terrible, il saute de cheval, ramasse son arme, combat à pied contre plusieurs mamelucks qui s'acharnent contre ce jeune chef, mais Lasalle en blesse trois, tue un cheval, remonte sur sa monture et continue le véritable tournoi qui se livre ». L'affrontement est longtemps incertain mais l'arrivée des dragons de Leclerc force finalement les mamelouks au repli. Dans la troupe de Lasalle, 52 hommes sont hors de combat dont le chef d'escadron Detrès qui a reçu une vingtaine de blessures.
Le 14 nivôse an VII il se distingue au combat de Souagui. À l’affaire de Rémedieh, le 28 du même mois, il abat d’un coup de sabre les deux mains d’un mamelouk contre lequel se défend le général Davout. Il renverse plusieurs mamelouks, casse son sabre sur la tête d’Osman Bey, brise ses pistolets en se défendant, prend le sabre d’un dragon blessé, rentre dans la mêlée pour rallier sa troupe, et chasse ses adversaires dans le désert. Au combat de Samanhout, le 3 pluviôse suivant, il mène la charge. Enfin, le 11 ventôse de la même année, au combat de Gehemi, il défait complètement les Arabes de Yambo et leur tue plus de 300 hommes.
Lasalle continue de suivre avec son régiment les mouvements du corps commandé par le général Davout et il force Mourad Bey à se jeter dans le désert. Rentré au Caire, le 22e de chasseurs est envoyé à Belbeys pour contenir le pays et pour assurer les communications entre Salahieh et Le Caire. Après la convention d'El-Arich, conclue entre le général Desaix et les plénipotentiaires turcs le 5 pluviôse an VIII, Lasalle quitte l’Égypte pour l'Italie.

### Retour en France

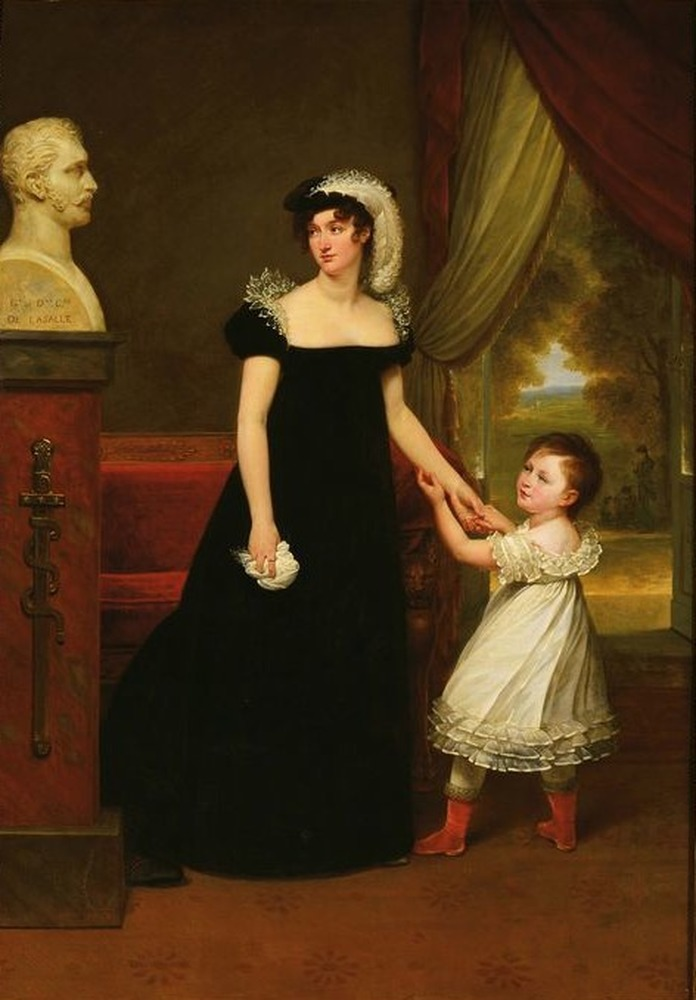
La comtesse de Lasalle et sa fille, devant le buste du général. (Antoine-Jean Gros, 1812).

En 1800, Lasalle revient en France. Alors qu’il reçoit des mains de Napoléon Bonaparte (décision du 17 thermidor 1800), une paire de pistolets et un sabre d’honneur, il aurait eu ce mot célèbre : « Tout hussard qui n’est pas mort à trente ans est un jean-foutre. ». Devenu colonel, Lasalle fait figure d’« enfant terrible » dans la cavalerie légère et entretient soigneusement la réputation des hussards : grand amateur d’alcools forts, il fonde la Société des Assoiffés (ou des Altérés), une initiative qui fait jaser pendant un temps la bonne société parisienne.
Le 7 fructidor de la même année un arrêté des Consuls lui confie le commandement du 10e régiment de hussards, et c’est à la tête de cette unité qu’au combat de Vilnadella, le 27 nivôse an IX, il a trois chevaux tués sous lui et brise sept sabres. Classé comme membre de droit dans la 5e cohorte de la Légion d’honneur, il est créé commandeur de l’ordre le 25 prairial an XII. Général de brigade le 12 pluviôse an XIII (1er février 1805), il a, le 11 ventôse suivant, le commandement d’une brigade de dragons stationnée à Amiens. C’est avec ces troupes qu’il prend part à la bataille d’Austerlitz.
En 1803, Lasalle s’assagit lorsqu’il épouse à Duravel Joséphine d’Aiguillon, divorcée du général Victor Léopold Berthier (1770-1807), avec qui il a une fille : Joséphine Charlotte de Lasalle, née en 1806. Cette dernière épousera Michel Yermeloff, général-major de Russie et premier aide de camp du grand-duc Michel Pavlovitch.

### Campagne de Prusse et de Pologne
« Mon frère, je vous fais mon compliment sur la prise de Stettin ; Si votre cavalerie légère prend aussi des villes fortes, il faudra que je licencie le génie et que je fasse fondre mes grosses pièces. »

— Lettre de Napoléon à Murat, le 31 octobre 1806.

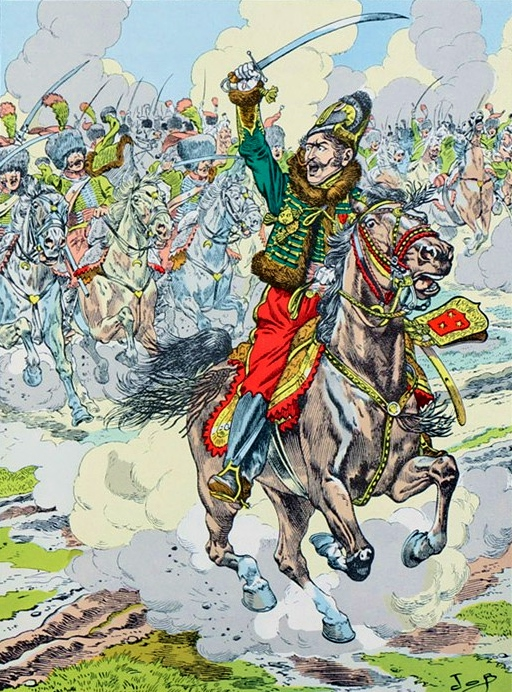
Le général Lasalle et sa « brigade infernale » à Prenzlau, le 28 octobre 1806, vu par Job.

Il multiplie en 1806 les actions spectaculaires à la tête de sa « brigade infernale » composée du 5e et du 7e régiment de hussards. Il capture ainsi les gendarmes de la Garde du roi de Prusse et il force le prince de Hohenlohe à la capitulation à Prenzlau.
Le 26 octobre 1806, pendant la campagne de Prusse, il attaque la division de cavalerie de Hohenlohe. Les Prussiens sont plus nombreux mais finissent par battre en retraite dans les défilés étroits qui se trouvent à la sortie du village de Zehdenick. Le 28 octobre 1806, au village de Prentelau, il contribue par ses charges puissantes aux succès de la journée. La prise de la forteresse de Stettin le 29 octobre est ensuite son succès le plus éclatant. Il vient assiéger la ville défendue par 6 000  à   10 000 hommes, menés par un vétéran, le général von Romberg. Les Prussiens sont retranchés dans la forteresse, bien armés et approvisionnés, et alignent plus d'une centaine de canons divers. Lasalle dispose de deux régiments de cavalerie comptant 500 hommes au total. Il ordonne la confection de canons en bois et dispose sa troupe comme pour un siège. S'ensuit un échange de messages entre les deux camps, Lasalle menaçant de bombarder la ville et de ne pas faire de quartier, et gonflant ses effectifs. Le général von Romberg décide alors de capituler. Les Prussiens sont stupéfaits en rendant les armes de constater que les Français sont si peu nombreux. Ce fait d’armes audacieux fait tomber aux mains des Français une forteresse en bon état et qui contrôle la route vers l'Oder. La perte de cette place ferme la route de Blücher, alors en retraite depuis Auerstaedt vers la Poméranie. Il est contraint d'aller vers le nord, poursuivi par Murat, Bernadotte, Soult et Lasalle. Blücher finit par livrer combat à Lübeck, et se rend.

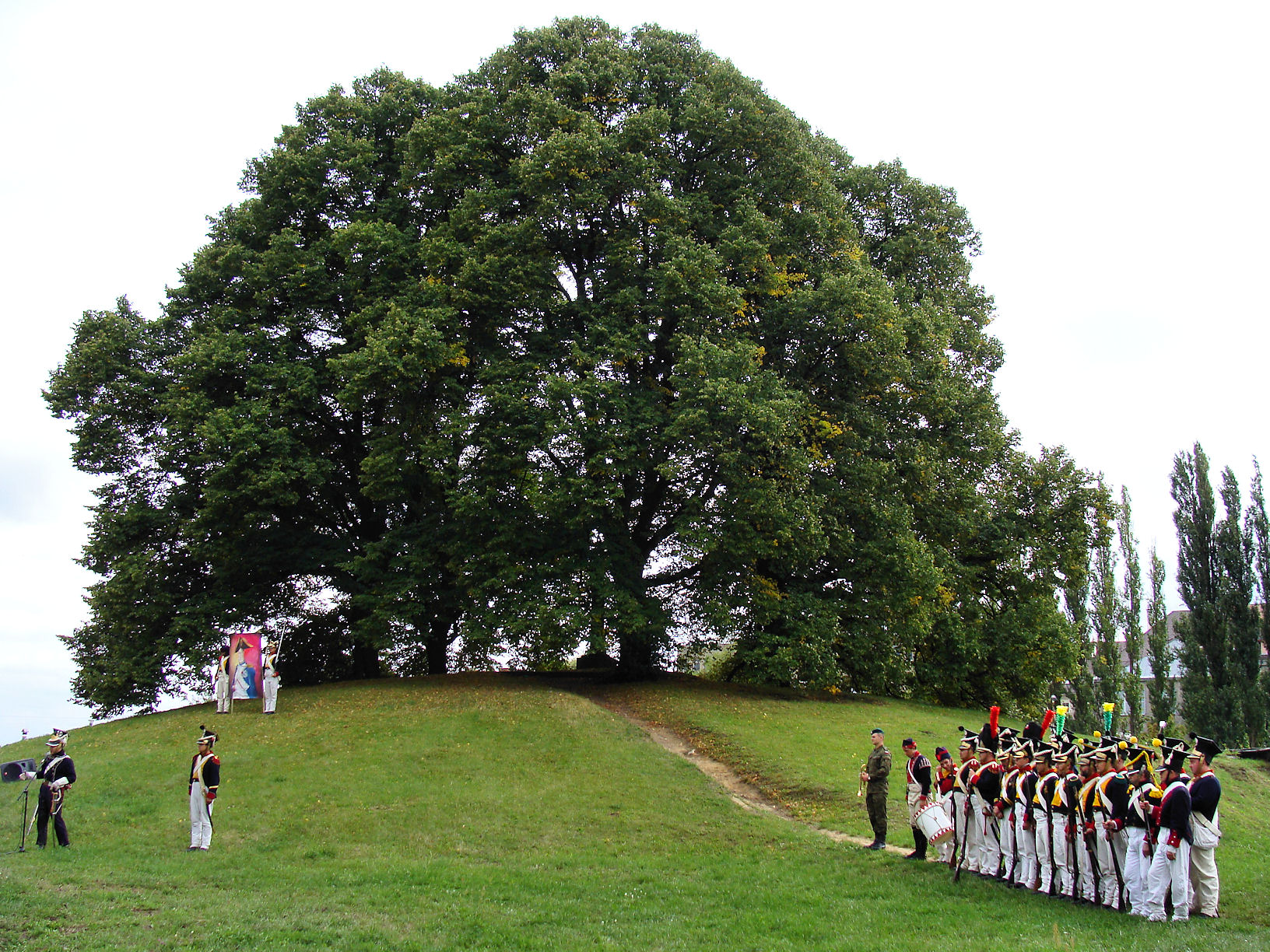
Colline de Napoléon à Stettin (présentement Szczecin, Pologne). Au premier plan, un groupe de reconstitution historique dans les uniformes de l'époque napoléonienne.

Le 26 décembre 1806, à Golymin, la brigade Lasalle s’élance à la charge des batteries russes lorsque le commandement « Halte ! » repris sur toute la ligne arrête les cavaliers dans leur élan. Lasalle qui charge en tête avec un escadron, revient sur ses pas et rallie les deux régiments. Sans savoir d’où venait l’ordre ni pourquoi, le général fait placer ses cavaliers en ligne de bataille face aux Russes avec interdiction de bouger. Lasalle se place en avant de ses troupes et reste immobile avec ses hommes face au feu de l’ennemi. Le général perd deux chevaux, et dix de ses cavaliers sont tués. Au bout de deux heures, le général commande « Rompez les rangs ! ». La brigade infernale a payé son indiscipline.
Général de division le 30 décembre 1806, il est nommé commandant de la cavalerie légère de la réserve en 1807. À la bataille d’Heilsberg le 12 juin de cette même année, le prince Murat, grand-duc de Berg, est entouré au fort de la mêlée par une douzaine de dragons russes. Lasalle s’en aperçoit et se rue seul à l'aide de Murat. Il tue l’officier qui commande le détachement et met les onze dragons en fuite. Peu après, alors qu'il est enveloppé à son tour, Murat se précipite au milieu des assaillants, dégage celui qui venait de lui sauver la vie et dit en lui serrant la main : « général, nous sommes quittes ».
En juillet suivant, l’Empereur lui confère la croix de chevalier de la Couronne de fer. Lasalle est ensuite envoyé en Espagne sous les ordres du maréchal Jean-Baptiste Bessières.

### Campagne d’Espagne

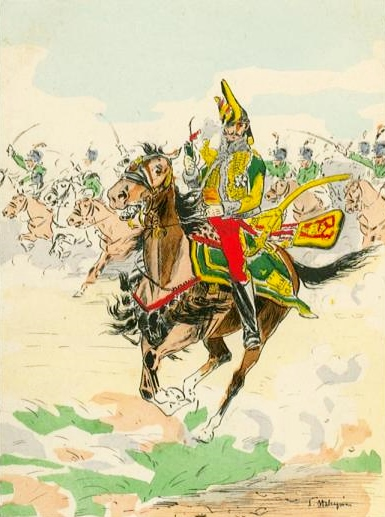
Le général comte de Lasalle menant une charge de sa cavalerie. Illustration de Louis-Ferdinand Malespina.

Le 15 février 1808 il passa à l’armée d’Espagne avec la cavalerie qu’il commandait. Au mois de juin, à Torquemada, il défit complètement un corps nombreux d’insurgés espagnols et les contraignit à se réfugier dans les montagnes. Il se porta ensuite sur Palencia que les insurgés avaient abandonné à l’approche des troupes françaises et marcha sur Valladolid, appuyé par une colonne d’infanterie de la division Merle. Au village de Cabezon, trois lieues avant d’arriver à Valladolid, sur la route de Palencia, il rencontre un corps de troupes régulières d’environ 7 000 hommes. Il les attaque aussitôt et les bat complètement. L’ennemi, culbuté en un instant, se disperse dans les montagnes, abandonnant son artillerie et laissant plus de 1 000 morts sur le champ de bataille. Lasalle entra le même jour dans Valladolid où il rétablit l’ordre.
Le 14 juillet 1808 à la bataille de Medina del Rio Seco, où 12 000 Français, sous les ordres du maréchal Bessières, battirent une armée de 22 000 Espagnols commandée par les généraux Cuesta et Blake, Lasalle, par une charge des plus brillantes, fixa la victoire sous les drapeaux français. 3 000 Espagnols restèrent sur le champ de bataille (1 100 tués, le reste blessés ou prisonniers) avec tous les bagages et les canons de l’armée ennemie tombèrent aux mains des Français. L’armée française fit alors un mouvement rétrograde sur Vittoria, et Lasalle, chargé du commandement de l’arrière-garde, contint l’ennemi par l’habileté de ses manœuvres. Par décret en septembre 1808, l’Empereur le nomma grand officier de la Légion d’honneur, et le créa ensuite comte de l'Empire.
Le 10 novembre, à la bataille de Burgos, Lasalle concourut encore au succès de la journée. Peu de jours après, au combat de Villa-Vigo, il prit sept pièces de canon et quatre drapeaux. Vers la fin du mois de mars il passa le Tage, nettoya la rive gauche de ce fleuve et vint prendre part le 28 mars 1809 à la bataille de Medellín.
Cette journée fut une des plus glorieuses de la vie militaire du général Lasalle. Il commandait alors toute la cavalerie et avait, de plus, sous ses ordres une division d’infanterie allemande qui était formée en carré sur la seconde ligne. L’armée espagnole, bien plus nombreuse que celle des Français, enveloppait pour ainsi dire ces derniers, ne leur laissant pour retraite que le long pont de Medellín sur la Guadiana. Le feu meurtrier de l’artillerie ennemie portait le ravage et la mort dans les rangs lorsque le maréchal Victor ordonna un mouvement rétrograde. À peine Lasalle avait-il commencé à l’exécuter que l’infanterie espagnole, soutenue par une nombreuse cavalerie, s’avança audacieusement sur les Français. Lasalle reconnaissant aussitôt tout le danger d’une retraite dans un défilé aussi étroit que l’était le pont de Medellin, s’élance à la tête du 26e régiment de dragons sur un carré de 6 000 hommes qui débordait le flanc droit français. Il renverse et taille en pièces tout ce qui lui résiste et donne ainsi le temps à l’armée française de marcher à l’ennemi qui fut enfoncé et culbuté sur tous les points. 14 800 Espagnols restèrent sur le champ de bataille. 5 000 prisonniers, 19 pièces de canon furent les trophées de cette journée dus à l’intrépidité du général Lasalle.
On lui attribue parfois l’air et les paroles de la fameuse chanson Elle aime à rire, elle aime à boire aussi dénommée Fanchon. L'air était déjà célèbre dès le XVIIIe siècle. On le retrouve en 1757 dans Les poésies de M. l'abbé de L'Attaignant, tome 3. Les paroles du premier et du 4e couplet figurent dans un ouvrage de Restif de la Bretonne, Les contemporaines communes, publié à Leipzig en 1790. Si Lasalle est intervenu, ce qui reste à prouver, son rôle a, au plus, consisté en l'ajout de 2 ou 3 couplets.

### Campagne d’Allemagne et d’Autriche

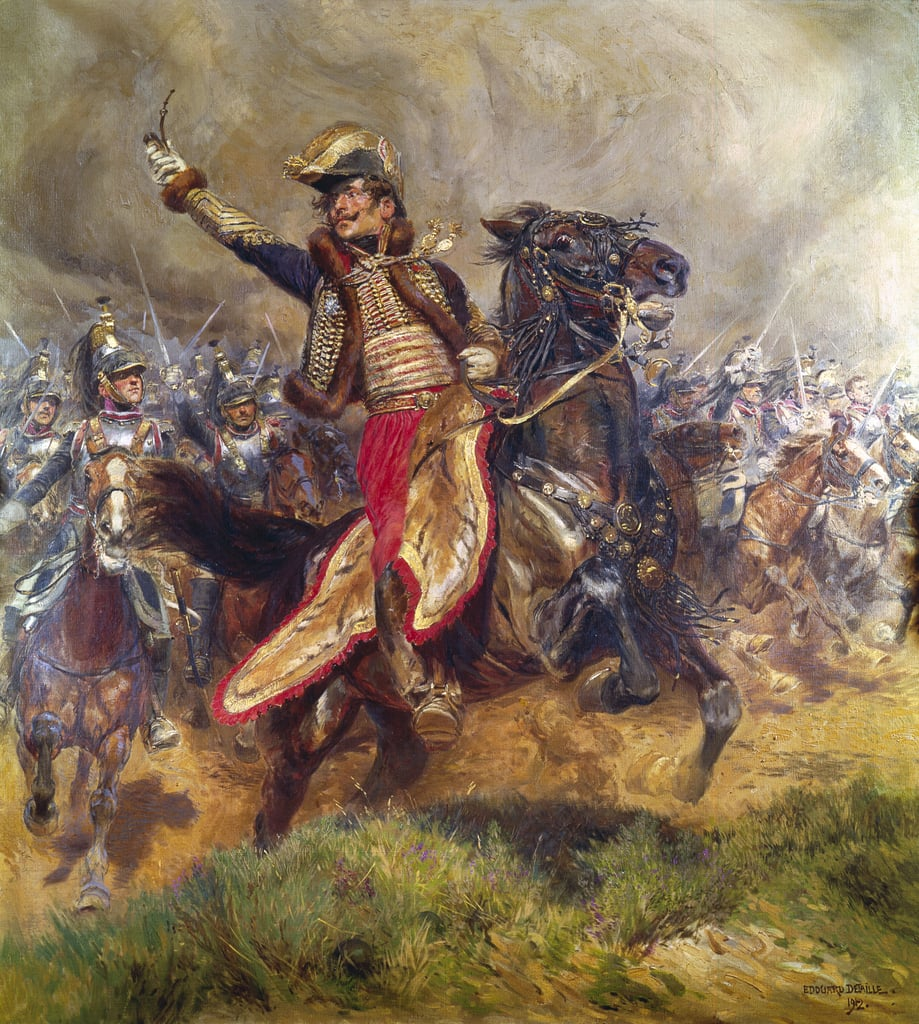
Le Général Lasalle menant une charge à Wagram, sa dernière bataille.

Ce fut son dernier fait d’armes dans la péninsule espagnole, où on le surnomme « Picaro ». Il partit immédiatement après pour aller prendre le commandement d’une division de cavalerie à la Grande Armée pendant la campagne d’Allemagne et d’Autriche, au cours de laquelle Lasalle se distingue encore à Essling les 20 et 22 mai 1809, puis au siège de Raab les 15 et 24 juin suivant.
Le 6 juillet 1809, au soir de la bataille de Wagram, séparé momentanément de ses hussards, il avise un bataillon d’infanterie ennemi et essaie, avec des cuirassiers du 1er régiment, de le disperser. Il est tué, frappé en pleine tête d’une balle tirée par un grenadier hongrois en retraite. La veille de la bataille, ouvrant ses bagages et trouvant sa pipe cassée, un flacon de sa cave à liqueur et le verre recouvrant le portrait de sa femme brisés, il avait dit à son aide de camp, le chef d’escadron Charles Yves César Cyr du Coëtlosquet : « Je ne survivrai pas à cette journée. ».
Il meurt à 34 ans, en ayant dépassé de quatre ans la limite d'âge qu’il s’était lui-même fixée. La volumineuse correspondance qu'il a écrite durant cette dernière phase de sa vie a été recueillie et publiée, avec de larges commentaires, par son petit-cousin Adrien Robinet de Cléry. Dans la dernière lettre qu’il adressa à son épouse, il écrivait : « Mon cœur est à toi, mon sang à l’Empereur, ma vie à l’honneur. »

## Distinctions
- Chevalier de la Légion d'honneur[17].
- Commandeur de la Légion d'honneur le 14 juin 1804[17].
- Chevalier de la Couronne de fer en juillet 1807.
- Grand officier de la Légion d'honneur, le 4 septembre 1808[17].

## Hommages

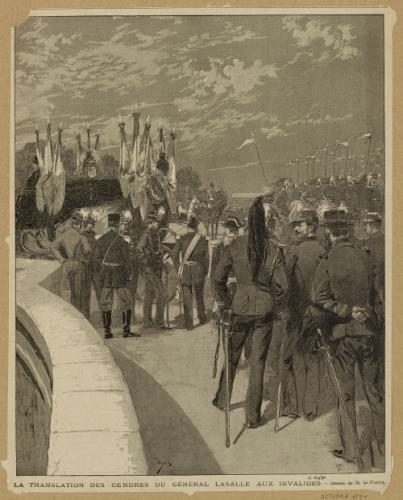
La translation des cendres du général Lasalle aux Invalides.

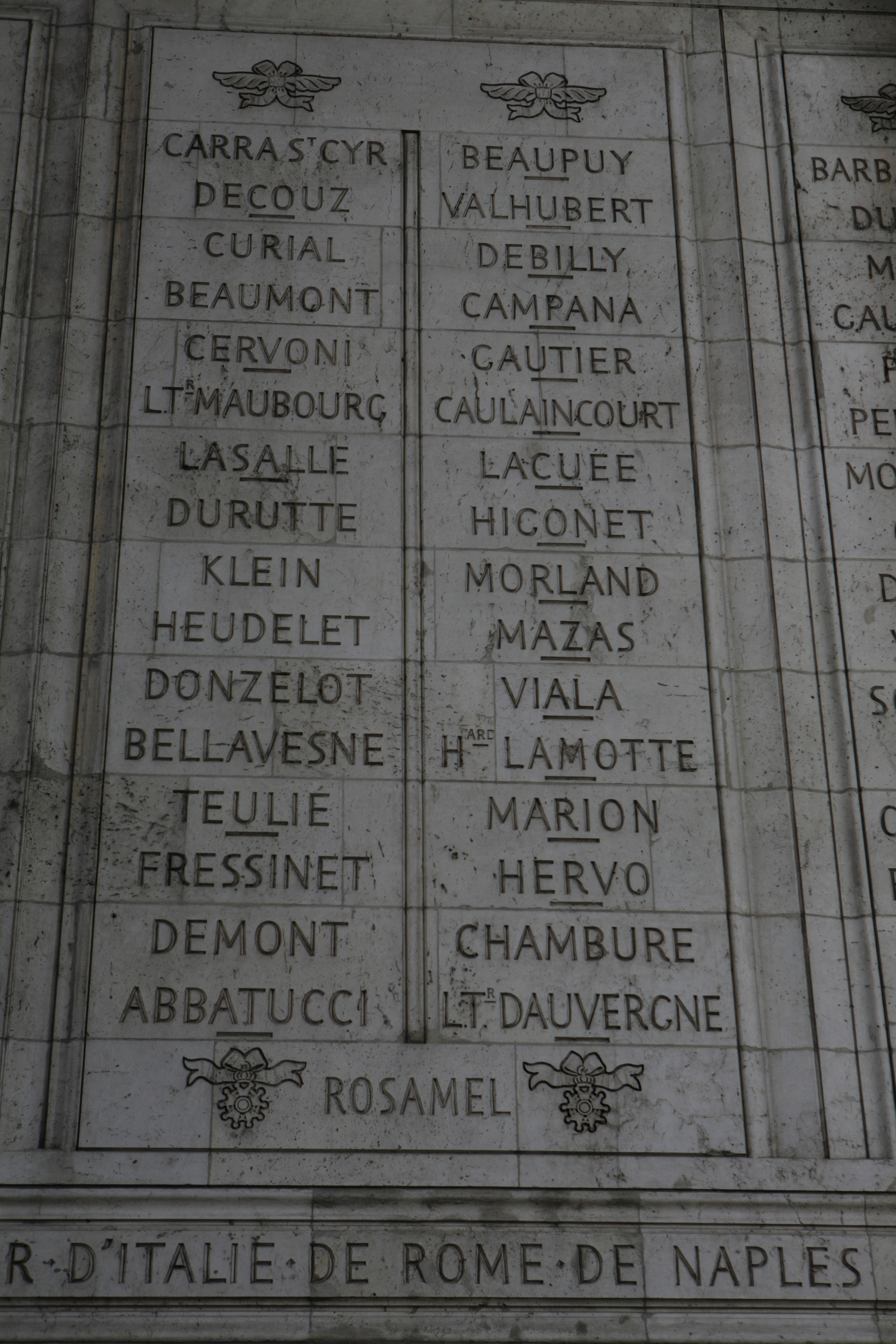
Noms gravés sous l'arc de triomphe de l'Étoile : pilier Est, 17e et.

- En 1891, ses cendres sont ramenées d’Autriche aux Invalides[30], où elles sont inhumées dans le caveau des gouverneurs[31].
- Son nom est gravé sous l’arc de triomphe de l’Étoile (pilier Est).

### Statuaire

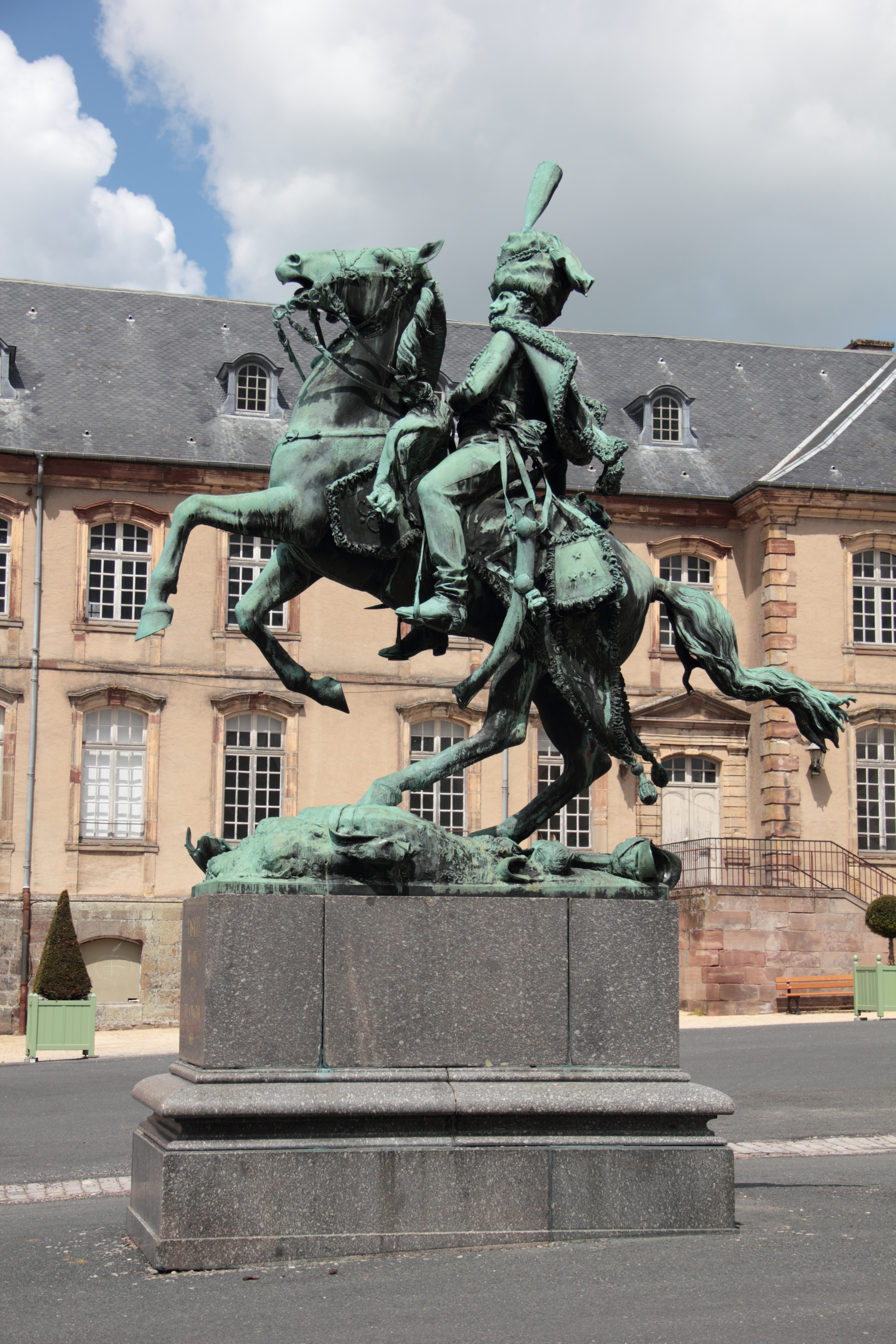
Sculpture équestre de Lasalle au centre de la cour des communs du château de Lunéville.

- Un décret impérial du 1er janvier 1810 ordonne que la statue de Lasalle soit placée sur le pont de la Concorde à Paris avec celles d'autres généraux morts au combat, mais après la défaite de Napoléon à Waterloo, les statues ne sont pas mises en place[32]. Charles-Auguste Taunay avait réalisé un modèle en plâtre de Lasalle qui est conservé au château de Versailles[33],[34]. Plusieurs hypothèses ont été formulées à propos du sort de la statue en marbre, dont la réalisation est incertaine : décapitée comme les autres statues, elle aurait pu être modifiée pour représenter le maréchal Lannes ou le maréchal Masséna[33].
- Une autre statue de Lasalle réalisée par Taunay est exposée au Salon de 1814[33].
- En 1893, le Monument au général Lasalle (1892), œuvre du sculpteur français Henri-Louis Cordier (1853-1926) réalisée par le fondeur Thiébaut, composée d'un socle surmonté d'une statue équestre en bronze, est érigé  dans la cour des communs du château de Lunéville[35],[36].
- Un buste du général de Lasalle se trouve dans la galerie des batailles du château de Versailles.

### Portraits
- Son portrait, Antoine Charles Louis Lasalle (1775-1809), général recevant la capitulation de la garnison de Stettin, le 30 octobre 1806, peint en 1808 par Antoine-Jean Gros se trouve au musée de l'Armée à Paris.
- François Flameng et Edouard Detaille ont également peint son portrait.
- Jacques Onfroy de Bréville a représenté Le général Lasalle et sa « brigade infernale » à Prenslow, le 28 octobre 1806.
- Un portrait du général de Lasalle a été placé dans un des salons de l’hôtel de ville de Metz.

### Odonymes
- En 1811, la rue Saint-Symphorien à Metz est renommée rue Lasalle[37].
- En 1894, la rue du Général-Lasalle est ouverte dans le 19e arrondissement de Paris en son hommage. Les écoles maternelle et élémentaire de cette rue portent le nom du Général Lasalle.
- Une rue de la ville du Havre porte son nom la "Rue Général-de-Lasalle".

### Autres

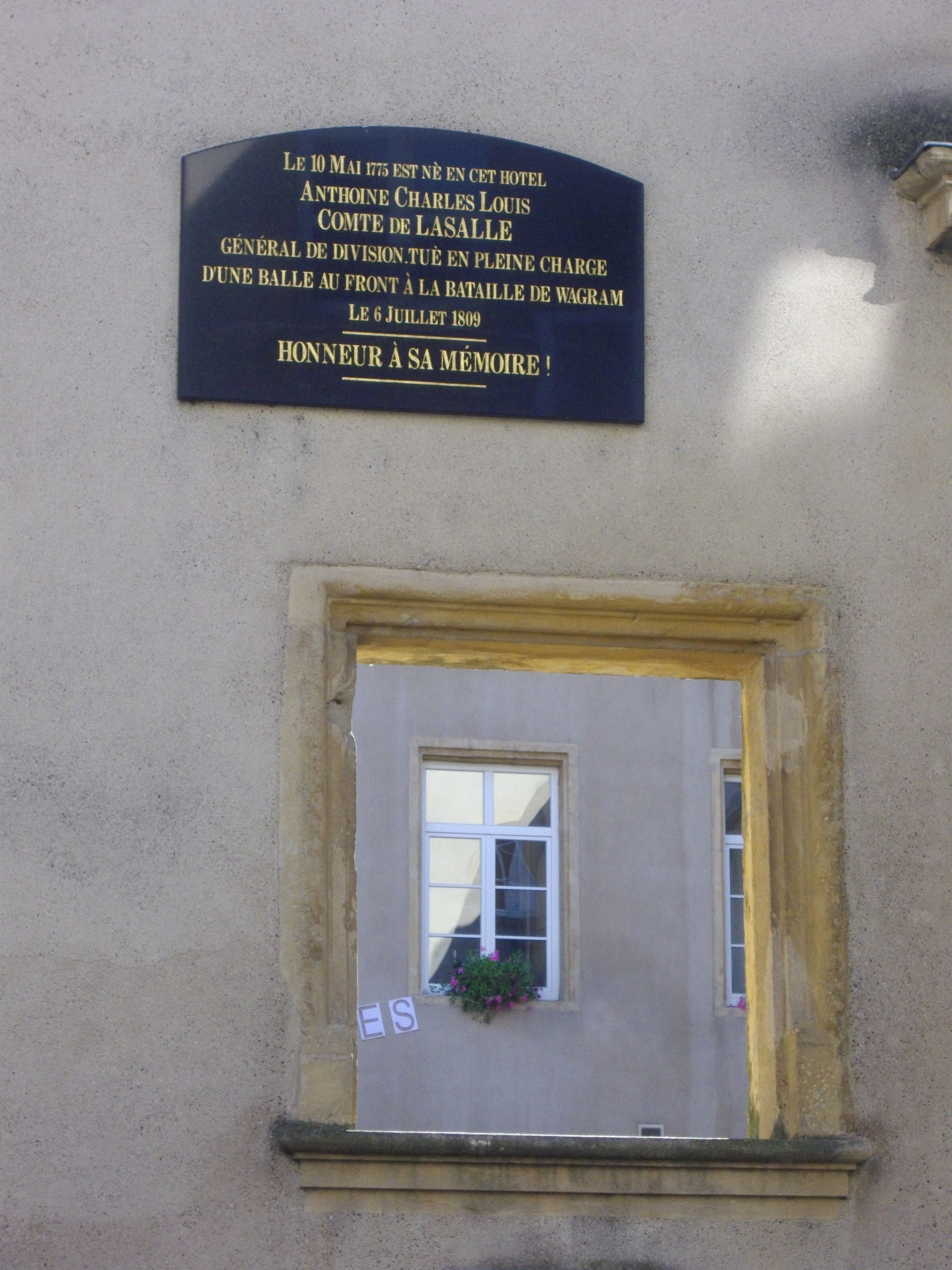
Plaque commémorative de la naissance d'Antoine Charles Louis de Lasalle sur la façade de l'hôtel de Gournay à Metz.

- En 1979, il est le parrain de la 166e promotion (1979-1981) de l'École spéciale militaire de Saint-Cyr, en France.
- La caserne de Lure dans la Haute-Saône qui abrita le 1er régiment de dragons jusqu'en 1997 porte le nom de « Quartier Lasalle ».
- En 2003, un bâtiment est nommé en son nom au lycée militaire de Saint-Cyr.
- L'ancienne base de Lunéville-Chenevières a été renommée « Quartier Lasalle » après le départ de l'United States Air Forces in Europe.
- Une plaque commémorative est apposée sur sa maison natale, l'hôtel de Gournay, à Metz.

## Citations
- « Tout hussard qui n’est pas mort à trente ans est un jean-foutre. »
- « Mon cœur est à toi, mon sang à l’empereur, ma vie à l’honneur. » (dernière lettre à sa femme.)
- « C’est déjà un plaisir assez grand que celui de faire la guerre ; on est dans le bruit, dans la fumée, dans le mouvement ; et puis quand on s’est fait un nom […], quand on a fait fortune, on est sûr que sa femme et ses enfants ne manqueront de rien ; tout cela est assez. Moi je puis mourir demain. »
- « Un hussard qui ne fume pas est un mauvais soldat. »

## Héraldique
| Armoiries du Général Antoine Charles Louis, comte de Lasalle | Armoiries du Général Antoine Charles Louis, comte de Lasalle |
| ------------------------------------------------------------ | --- |
|                                                              | Blasonnement: Titre de comte de l'Empire, accordé par décret du 19 mars 1808, à Antoine, Charles, Louis de Lasalle avec le règlement d'armoiries suivant: D'argent, à la barre d'azur alaisée à la moitié de l'écu, chargée de trois têtes de lion coupées d'or et accompagnée en pointe d'un chevral effrayé et contourné de sable, porté sur une lance brisée de gueules ferrée d'azur pointant à sénestre ; quartier des comtes sortis de l'armée brochant sur l'extrémité de la barre.Un blasonnement plus correct serait:D'argent au cheval effaré et contourné de sable, soutenu d'une lance brisée de gueules ferrée d'azur, mise en chevron renversé et pointant à senestre, le tout en pointe, à la barre d'azur chargée de trois têtes de lions d'or coupées et posées à plomb, mouvante du canton senestre et arrêtée au quartier des comtes militaires. |

### Sources partielles
- « Antoine Charles Louis de Lasalle », dans Charles Mullié, Biographie des célébrités militaires des armées de terre et de mer de 1789 à 1850, 1852 [détail de l’édition].
- Archives nationales (CARAN) – Service Historique de l’Armée de Terre – Fort de Vincennes – Dossier S.H.A.T. Côte : 7 Yd 437.
- « Cote LH/1489/56 », base Léonore, ministère français de la Culture.
- A. Lievyns, Jean Maurice Verdot et Pierre Bégat, Fastes de la Légion-d'honneur, biographie de tous les décorés accompagnée de l'histoire législative et réglementaire de l'ordre, Tome 2, Bureau de l’administration, 1842, 344 p. (lire en ligne), p. 53.
- Adrien Robinet de Cléry, D'Essling à Wagram. Lasalle, correspondance recueillie par A. Robinet de Cléry, Paris, Berger-Levrault, 1891, 222 p. (lire en ligne).